# ایوب آقاخانی
ایوب آقاخانی (زادهٔ ۱ آبان ۱۳۵۴ در تبریز) نمایشنامه‌نویس، کارگردان تئاتر، بازیگر تئاتر، سینما و تلویزیون، گوینده کتاب صوتی، مترجم و مدرس دانشگاه اهل ایران است. 

## زندگی‌نامه
ایوب آقاخانی تحصیلات دانشگاهی خود را در رشتهٔ نمایش آغاز کرد و در سال ۱۳۸۱ مدرک کارشناسی ارشد نمایش با گرایش ادبیات نمایشی را از دانشگاه تربیت مدرس دریافت کرد. او از سال ۱۳۷۲ وارد حوزهٔ حرفه‌ای نمایش شد و هم‌زمان به گویندگی در رادیو نیز پرداخت.
آقاخانی تاکنون در بیش از ۳۰ اثر نمایشی به‌عنوان نویسنده یا کارگردان حضور داشته و در عرصهٔ تئاتر، تلویزیون، و تولید کتاب‌های صوتی نیز فعال بوده است. از جمله آثار نمایشی او می‌توان به نمایشنامه‌های «دوئتی کوتاه برای پاییز»، «اروند خون» و «زنانی که به بزها خیره شده‌اند» اشاره کرد. او همچنین در مجموعه‌های تلویزیونی مانند «داوران»، «رؤیای گنجشک‌ها» و «سرزمین کهن» ایفای نقش کرده است.

## فعالیت‌های هنری

### نمایشنامه‌نویسی و کارگردانی
آقاخانی در طول فعالیت خود نمایشنامه‌های متعددی نوشته و کارگردانی کرده است. برخی از آثار شاخص او عبارت‌اند از:
- زنانی که به بزها خیره شده‌اند
- اروند خون
- دوئتی کوتاه برای پاییز
- مکاشفهٔ مؤخر

او در جشنواره تئاتر فجر، جشنواره‌های دانشجویی و بین‌المللی به‌عنوان نویسنده، کارگردان یا داور شرکت داشته است. در سال ۲۰۰۹، او به‌عنوان داور در جشنوارهٔ دانشگاه آمریکایی بیروت حضور داشت.

### سینما و تلویزیون
آقاخانی سابقهٔ بازی در آثار تلویزیونی و سینمایی را دارد. از جملهٔ آن‌ها می‌توان به مجموعهٔ تلویزیونی داوران اشاره کرد.

### گویندگی کتاب صوتی
او یکی از گویندگان کتاب‌های صوتی در ایران است. از جمله آثار صوتی او می‌توان به موارد زیر اشاره کرد:
- دختری در قطار
- ماهی سیاه کوچولو
- ماشاءالله‌خان در بارگاه هارون‌الرشید
- راهنمای عملی نمایشنامه‌نویسی برای رادیو[۶]

## تدریس
ایوب آقاخانی عضو هیئت‌علمی دانشگاه سوره است و در رشته‌های مرتبط با هنرهای نمایشی تدریس می‌کند. او پیش‌تر در دانشگاه‌های هنر تهران، دانشگاه آزاد اسلامی، دانشگاه جامع علمی–کاربردی و دانشکدهٔ رسانه صداوسیما تدریس داشته است. ایوب آقاخانی نخستین جایزهٔ هنری‌اش را در سال ۱۳۷۶ برای بازی در نمایش مرگ مرده دریافت کرد. او تاکنون برندهٔ جوایز متعددی در زمینهٔ نویسندگی، کارگردانی، بازیگری و ترجمه شده است.

## کتاب‌ها
- دوئتی کوتاه برای پاییز (۱۳۸۰)
- زنانی که به بزها خیره شده‌اند
- اروند خون
- مکاشفه مؤخر
- راهنمای عملی نمایشنامه‌نویسی برای رادیو
- واگویه در مسیر وهم و امید (مجموعه شعر)